# José Gaos
José Gaos y González-Pola (Gijón, 26 de diciembre de 1900 - Ciudad de México, 10 de junio de 1969) fue un filósofo y traductor español, exiliado o «transterrado» —como él mismo se denominó— en México desde 1938, por motivo de la guerra civil española. Obtuvo la nacionalidad mexicana en 1941 y, allí, destacó como traductor de la filosofía alemana para el grupo editorial Fondo de Cultura Económica, tras haberlo hecho para la Revista de Occidente durante las décadas de 1920 y 1930. Junto a Wenceslao Roces y otros exiliados —sobre todo en México—, se convirtieron en los principales traductores y transmisores de la cultura alemana en América Latina.

## Biografía

### Infancia y formación
José Gaos fue el mayor de nueve hermanos, entre los cuales se encuentran la actriz Lola Gaos y los poetas Alejandro y Vicente Gaos. José pasó su infancia en la casa de sus abuelos maternos, en Asturias, mientras que su familia vivía en Valencia, a donde se trasladaría a los 15 años de edad. A esa edad, tuvo su primer acercamiento a la filosofía a través del Curso de filosofía elemental de Jaime Balmes.  
Más tarde, Gaos se licenció en Filosofía por la Universidad de Central, de Madrid, en 1923. Tuvo influencias de los filósofos alemanes Edmund Husserl, Martin Heidegger y Nicolai Hartmann, y fue discípulo de los filósofos españoles José Ortega y Gasset, Manuel García Morente y Xavier Zubiri. Posteriormente prosiguió sus estudios de doctorado en Filosofía en la misma universidad, donde lo obtendría con una tesis titulada La crítica del psicologismo en Husserl, merecedora de premio especial, en 1928. Gaos se consideraba a sí mismo el discípulo más cercano y más fiel de José Ortega y Gasset. En sus Confesiones profesionales, cuenta que conoció a Ortega por mediación de García Morente, con el que también tuvo una estrecha relación personal. Afirma Gaos que veía a Ortega todos los días, al menos una vez, y permanecían juntos varias horas seguidas. De vez en cuando, Ortega lo recogía para ir a la Sierra de Guadarrama. Allí, Ortega le hablaba sobre sus ideas, encontrando en el joven Gaos un oyente perfecto.

### Docencia y expulsión
Empezó como profesor de Noruego en el Instituto de Idiomas de la Universidad de Valencia (1925-1930), para luego impartir Filosofía en el Instituto Nacional de Segunda Enseñanza de León (1928-1930). Pasó después a enseñar Lógica y Teoría del Conocimiento en la Universidad de Zaragoza (1930-1936) y, finalmente, de Introducción a la Filosofía y de Filosofía y Didáctica en la Universidad de Madrid (1933-1939). Fue entonces cuando llegó a la cúspide de su carrera, al ser elegido rector de la Universidad de Madrid en octubre de 1936.
No obstante, tras el golpe militar de julio de 1936, Gaos fue expulsado de la Universidad. Formaba parte del PSOE desde 1931, y había sido designado comisario general del Pabellón de la República Española en la Exposición Internacional de París de 1937. Por ello, fue depurado como catedrático por el bando franquista, sin lugar a proceso contradictorio alguno; su destitución se produjo mediante Orden Ministerial en febrero de 1939, junto a otros catedráticos:

Es pública y notoria la desafección de los Catedráticos universitarios que se mencionarán
al nuevo régimen implantado en España, no solamente por sus actuaciones en las zonas que han sufrido y en las que sufren la dominación marxista, sino también por su pertinaz política antinacional y antiespañola en los tiempos precedentes al Glorioso Movimiento Nacional.
La evidencia de sus conductas perniciosas para el país hace totalmente inútiles las garantías procesales, que en otro caso constituyen la condición fundamental de todo enjuiciamiento, y por ello,
Este Ministerio [de Educación Nacional] ha resuelto separar definitivamente del servicio y dar de baja en sus respectivos escalafones a los señores don Luis Jiménez de Asúa, Catedrático de Derecho de la Universidad Central; don José Giral Pereira, Catedrático de Farmacia de la Universidad Central; don Gustavo Pittaluga y Fattorini, Catedrático de Medicina de la Universidad Central; don Fernando de los Ríos y Urruti, Catedrático de Derecho de la Universidad Central; don Juan Negrín López, Catedrático de Medicina de la Universidad Central; don Pablo Azcárate Flórez, Catedrático de Derecho, excedente; don Demófilo de Buen y Lozano, Catedrático de Derecho, excedente; don Mariano Gómez González, Catedrático de Derecho, excedente; don Julián Besteiro Fernández, Catedrático de Filosofía y Letras de la Universidad Central; don José Gaos González Pola, Catedrático de Filosofía y Letras de la Universidad Central; don Domingo Barnés Salinas, Catedrático de FIlosofía y Letras de la Universidad Central; don Blas Cabrera Felipe, Catedrático de Ciencias de la Universidad Central; don Felipe Sánchez Román, Catedrático de Derecho de la Universidad Central; don José Castillejo y Duarte, Catedrático de Derecho de la Universidad Central, y don Wenceslao Roces Suárez, Catedrático de Derecho, excedente.
Orden del 4 de febrero de 1939, Boletín Oficial del Estado, 17 de febrero de 1939, p. 932.

### Exilio
En el verano de 1938, Gaos se exilió en México, y posteriormente, el 10 de julio de 1941, obtuvo la nacionalidad mexicana. Como recordaría en sus Confesiones, México terminó convirtiéndose en una segunda patria:

Al cabo de los quince años de la arribada, veo con toda seguridad que México es mi patria de destino, de destino en el doble sentido de lo fatal y de lo final.

 Allí realizó una serie de conferencias en universidades. Miembro de La Casa de España en México —que más tarde sería El Colegio de México—, se desempeñó como profesor de la Universidad Michoacana de San Nicolás de Hidalgo (1938-1939) y de la Universidad Nacional Autónoma de México (1939-1969). También desempeño actividades administrativas y académicas en otras instituciones; entre ellas, fue director de la Escuela de Bachilleres de la Universidad Femenina de México, profesor de Filosofía en el Junior College de la American School Foundation de México y catedrático honorario de la Facultad de Humanidades de la Universidad de San Carlos de Guatemala.
En El Colegio de México impartió el seminario de Historia del pensamiento en los países de lengua española (1942-1946) y el curso La filosofía de la Ilustración (1944). En la Universidad Nacional Autónoma de México impartió los cursos «Filosofía de la filosofía» (1938), «La filosofía griega» (1939), «Cristianismo y filosofía» (1940), «Filosofía y didáctica de las ciencias humanas I. La filosofía» (1940), «Los orígenes del mundo y de la filosofía modernos y el cartesianismo» (1940), «Filosofía y didáctica de las ciencias humanas II. La historia» (1941), «Los orígenes del mundo y de la filosofía modernos y el cartesianismo (conclusión)» (1942), «Metafísica de nuestra vida; la publicidad y la tecnocracia» (1942), «La filosofía del Renacimiento a la Ilustración» (1943), «Metafísica de nuestra vida: el historicismo» (1943), «Metafísica de nuestra vida: el inmanentismo» (1944), «La filosofía de Kant a Hegel» (1945), «El pensamiento de lengua española, desde los orígenes hasta el siglo xviii» (1945), «Kant y Heidegger» (1946), «Ortega y Gasset y la filosofía contemporánea» (1946), «Antonio Caso y la filosofía contemporánea» (1946), «La filosofía del Renacimiento a la Ilustración» (1946) y «Leibniz» (1946).
En la Universidad Femenina, impartió el «Curso de introducción a la filosofía, lógica y ética» (1943-46) y el de «Historia de las ideas en Ibero-América» (1944). En la American School Foundation, el «Curso de introducción a la filosofía, lógica y ética» (1943-45). En la Universidad de Michoacán, los cursos: «La filosofía contemporánea» (1938), «Introducción a la filosofía» (1939), «Verdad y realidad» (1942) y «Nuestra vida» (1942). En la Universidad de Nuevo León, «La vida contemporánea» (1940) y «Dos exclusivas del hombre. La mano y el tiempo» (1944). En el Colegio Superior del Estado de Oaxaca, «Nuestra vida» (1943).
Por otro lado, José Gaos tuvo una prolífica carrera como traductor, con más de 70 traducciones, 59 publicadas. Entre sus traducciones al castellano podemos encontrar obras de Martin Heidegger (1889-1976), Max Scheler (1875-1928), Georg Wilhelm Friedrich Hegel (1770-1831), Edmund Husserl (1859-1938) y Johannes Hessen (1889-1971), entre otros.  
El 10 de junio de 1969, tras presidir el examen de doctorado de uno de sus alumnos, José Gaos murió.

## Pensamiento
El hecho de que su primer contacto con la filosofía fuera a través de una historia de la filosofía, siendo Gaos un adolescente, es un hecho importantísimo en la vida profesional del futuro filósofo, pues gran parte de su pensamiento girará en torno a la historicidad de la filosofía. Esta es el único saber para el cual su propia historia es un problema. Para la medicina, por ejemplo, su propia historia no es un problema médico; sin embargo, para la filosofía, su historia sí que se convierte en un problema filosófico. Esto conducirá a Gaos a preguntarse qué es la filosofía, por su ser, por su naturaleza, otro de los problemas al que dedicará gran parte de su esfuerzo. Este cuestionarse por el ser de la filosofía es lo que el filósofo español denominará «filosofía de la filosofía», término que tiene sus raíces en Wilhelm Dilthey (1833-1911). Preguntarse por el ser de la filosofía es una pregunta que se ha venido haciendo —nos dice Gaos— desde Heráclito y Parménides hasta nuestros días, y llegó a caracterizar tal pregunta como la «filosofía perenne». 
Gaos sufrió un crisis teórica al vivir la sucesión de varias corrientes filosóficas que se presentaban a sí mismas como la verdadera filosofía y la filosofía verdadera. Él conoció y vivió la filosofía, siendo estudiante y profesor, como una sucesión de verdades absolutas. Cuando empezó a estudiar, García Morente le presentó el neokantismo como la filosofía verdadera. Más tarde, ese mismo profesor y Xavier Zubiri le presentaron la fenomenología como la verdad absoluta. Poco después, Gaos entró en contacto con la obra de Martin Heidegger, Ser y tiempo (que más tarde tradujo), y la verdad pasó a ser el existencialismo. Por último, a través de la obra del filósofo Wilhelm Dilthey, la verdadera filosofía se presentó como historicismo. Esta sucesión de verdades que vivió Gaos le llevaron a dicha crisis teórica, que desembocó en la filosofía de la filosofía: el preguntarse por el ser mismo de la filosofía. Gaos trató de solucionar este problema sosteniendo que la filosofía, en realidad, radica en la personalidad del sujeto que filosofa; por lo que, en última instancia, la filosofía es incomprensible para los otros. 
José Gaos también dedicó mucho tiempo a la reflexión sobre la vocación y la personalidad del filósofo. Concluirá que el filósofo se caracteriza esencialmente por ser una persona soberbia.[cita requerida]

## Obra

### Publicaciones
- Obras Completas, Universidad Nacional Autónoma de México. Autor y director del proyecto hasta 1997: Fernando Salmerón. Coordinador de la edición: Antonio Zirión Quijano.
- La crítica del psicologismo en Husserl (tesis doctoral, 1928).
- La filosofía de Maimónides (1940).
- Dos ideas de la filosofía (Pro y contra de la filosofía de la filosofía) (junto con Francisco Larroyo, 1940).
- Antología filosófica. La filosofía griega y Antología de la filosofía griega (1941).
- El pensamiento hispanoamericano (1944).
- Dos exclusivas del hombre: la mano y el tiempo (1945).
- Antología del pensamiento en lengua española en la edad contemporánea (1945).
- Filosofía de la filosofía (1947).
- Método para resolver los problemas de nuestro tiempo (La filosofía del Prof. Northrop) (1950).
- Introducción a El ser y el tiempo de Martin Heidegger (1951)  ISBN 978-96-816-2444-6.
- En torno a la filosofía mexicana (1952).
- Filosofía mexicana en nuestros días (1954).
- La filosofía en la universidad (1956).
- Ensayos sobre Ortega y Gasset (1957).
- La filosofía en la universidad. Ejemplos y complementos (1958).
- Confesiones profesionales (1958).
- Discurso de filosofía y otros trabajos sobre la materia (1959).
- Once por ciento (1959).
- Introducción a la fenomenología (1960).
- Crítica del psicologismo en Husserl (1960).
- Orígenes de la filosofía y su historia (1960).
- Sobre enseñanza y educación (1960).
- Las críticas de Kant (1962).
- Doce por ciento (1962).
- Filosofía contemporánea (1962).
- De antropología e historiografía (1967).
- Del hombre (1970).
- Historia de nuestra idea del mundo (1973).
- Filosofía de la técnica (2022), ed. María Antonia Gonzalez Valerio y Nicole C. Karafyllis

### Traducciones (selección)
- Fichte, Johann Gottlieb (1934). Los caracteres de la Edad Contemporánea. Madrid: Revista de Occidente.
  - Traducción de Fichte, Johann Gottlieb (1806). Die Grundzüge des gegenwärtigen Zeitalters. Berlín: Realschulbuchhandlung.
- Hegel, Georg Wilhelm Friedrich (1928). Lecciones sobre la filosofía de la historia universal. Madrid: Revista de Occidente. 701 pp.
- Hessen, Johannes (1929). Teoría del conocimiento. Madrid: Revista de Occidente. 233 pp.
  - Traducción de Hessen, Johannes (1926). Erkenntnistheorie. Berlín: Ferdinand Dümmler.
- Husserl, Edmund (1929). Investigaciones lógicas (en colaboración con Manuel García Morente). Madrid: Revista de Occidente.
  - Traducción de Husserl, Edmund (1913) [1900]. Logische Untersuchungen (2.ª edición). Tubinga: Niemeyer.
- Husserl, Edmund (1929). Meditaciones cartesianas (en colaboración con Miguel García-Baró). México D. F.: Fondo de Cultura Económica.
  - Traducción de Husserl, Edmund (1932) [1931]. Cartesianische Meditationen.
- Husserl, Edmund (1949). Ideas relativas a una fenomenología pura y una filosofía fenomenológica. México D. F.: Fondo de Cultura Económica.
  - Traducción de Husserl, Edmund (1913). Ideen zu einer reinen Phänomenologie und phänomenologischen Philosophie. Halle an der Saale: Max Niemeyer.
- Heidegger, Martin (1951). El ser y el tiempo. México D. F.: Fondo de Cultura Económica.
  - Traducción de Heidegger, Martin (1927). Sein und Zeit. Tubinga: Max Niemeyer.
- Kierkegaard, Søren (1930). El concepto de la angustia. Una sencilla investigación psicológica orientada hacia el problema dogmático del pecado. Madrid: Revista de Occidente. 258 pp.
  - Traducción de la traducción alemana de Kierkegaard, Søren (1844). Begrebet Angest. En simpel psychologisk-paapegende Overveielse i Retning af det dogmatiske Problem om Arvesynden. Copenhague: C. A. Reitzel.
- Saenger, Samuel (1930). Stuart Mill. Los filósofos II. Madrid: Revista de Occidente. p. 305.
  - Traducción de: Saenger, Samuel (1901). John Stuart Mill: Sein Leben Und Lebenswerk. Stuttgart: Fr. Frommanns Verlag (E. Hauff).
- Scheler, Max (1927). El resentimiento en la moral. Madrid: Revista de Occidente. 245 pp.
  - Traducción de Scheler, Max (1923) [1915]. «Das Ressentiment im Aufbau der Moralen». Vom Umsturz der Werte 1 (2.ª edición). Leipzig: Der Neue Geist.
- Scheler, Max (1929). El puesto del hombre en el cosmos. Madrid: Revista de Occidente.
  - Traducción de Scheler, Max (1928). Die Stellung des Menschen im Kosmos. Darmstadt: Otto Reichl.

### Fondo Gaos
En la Biblioteca del Instituto de Investigaciones Filosóficas de la UNAM, se puede consultar el fondo documental que en su momento fue el archivo personal de José Gaos. El propio Gaos le indicó a su alumno Leopoldo Zea que diera este archivo —que incluye gran parte de sus manuscritos y documentos— al Instituto de Investigaciones Filosóficas de la UNAM.